# Scata
 Scata  là một xã ở tỉnh Haute-Corse trên đảo Corse, Pháp. Xã này có diện tích 2,8 km², dân số năm 1999 là 44 người. Khu vực này có độ cao 280 mét trên mực nước biển.